# Shunki Higashi
Shunki Higashi (東 俊希, , Higashi Shunki), né le 28 juillet 2000 à Ōzu au Japon, est un footballeur japonais qui évolue au poste de milieu de terrain au Sanfrecce Hiroshima.

## Biographie

### Sanfrecce Hiroshima
Né à Ōzu au Japon, Shunki Higashi est formé par le Sanfrecce Hiroshima. Il joue son premier match avec l'équipe première le 22 août 2018, lors d'une rencontre de coupe du Japon contre Nagoya Grampus. Il est titularisé au poste d'ailier droit puis remplacé par Yoshifumi Kashiwa. Son équipe s'impose après prolongations par quatre buts à un. Le 2 septembre de la même année il signe son premier contrat professionnel. Le 24 novembre 2018, il réalise sa première apparition en J. League, contre cette même équipe de Nagoya Grampus. Son équipe s'incline cette-fois par deux buts à un.

### En sélection
Avec les moins de 19 ans, il participe au championnat d'Asie des moins de 19 ans en 2018. Lors de cette compétition organisée en Indonésie, il joue trois matchs. Il se met en évidence en inscrivant un but contre le pays organisateur en quart de finale. Le Japon s'incline en demi-finale face à l'Arabie saoudite.
Shunki Higashi est ensuite sélectionné avec l'équipe du Japon des moins de 20 ans pour participer à la coupe du monde des moins de 20 ans en 2019. Lors du mondial junior organisé en Pologne, il joue trois matchs, dont deux en tant que titulaire. Le Japon s'incline en huitièmes de finale face à la Corée du Sud.